# Wilkniss Mountains
Die Wilkniss Mountains sind ein 16 km langes und im Pivot Peak bis zu 2470 m hohes Gebirge bestehend aus kegelförmigen Gipfeln und Bergen im ostantarktischen Viktorialand. Es erstreckt sich in nord-südlicher Ausdehnung 14 km ostsüdöstlich des Mount Feather in den Quartermain Mountains. Im nördlichen Teil, in welchem Mount Blackwelder und der Pivot Peak oberhalb eisfreier Täler aufragen, hat das Gebirge eine Breite von 5 km. Abgesehen von einem abgelegenen Berg im Südwesten, verschmälert es sich nach Süden zu einer Reihe kleinerer, zumeist vereister Gipfel.
Das Advisory Committee on Antarctic Names benannte das Gebirge 1992 nach dem US-amerikanischen Chemiker Peter E. Wilkniss (1934–2005), der ab 1975 in unterschiedlicher Funktion für das Polarprogramm der National Science Foundation tätig war.

## Weblinks

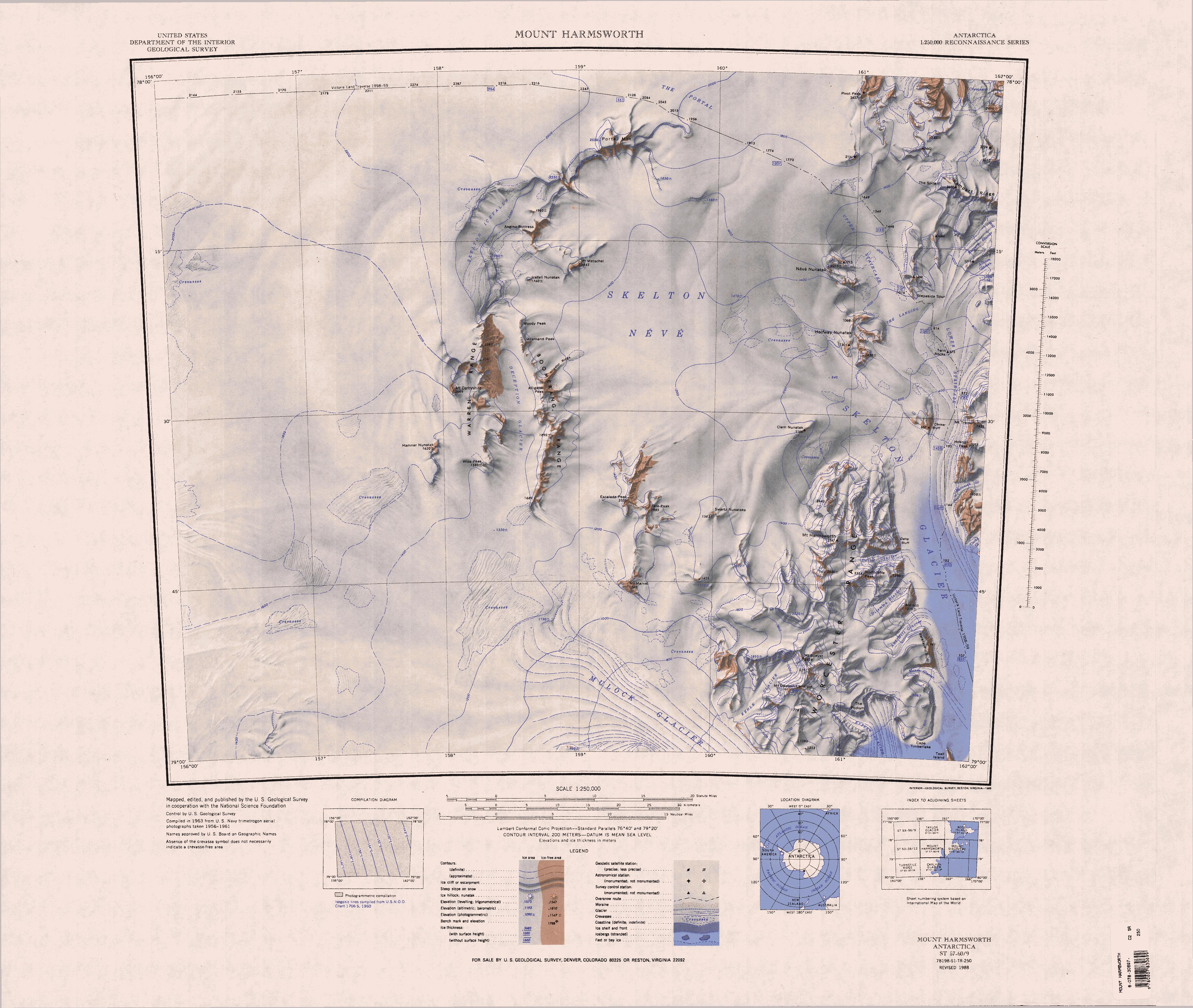
Kartenblatt Mount Harmsworth von 1988 (Erstauflage 1963): Mittel- und Südteil der Wilkniss Mountains mit dem Pivot Peak in der nordöstlichen Ecke; zum Nordteil mit dem Mount Blackwelder siehe Quartermain Mountains.